# Guten Morgen, Mallorca
Guten Morgen, Mallorca ist eine deutsche Unterhaltungs- und Familienserie, die von Liebe, Eifersucht, persönlichen Dramen und Urlaubsabenteuern auf der Ferieninsel Mallorca erzählt.

## Handlung
Der Radiomoderator Peter Ostermann begrüßt allmorgendlich seine Hörer auf der bei deutschen Urlaubern beliebten spanischen Mittelmeerinsel mit „Guten Morgen, Mallorca“. Die in Deutschland lebende Ehefrau Iris will stattdessen Karriere machen. Dennoch behält sie dabei Peters Liebesleben im Auge. Die Bar Marlene ist ein beliebter Treffpunkt der Urlauber und auch der hiesigen Arbeiter sowie Ausgangspunkt einiger Geschichten.

## Gäste (Auswahl)
- Diana Körner
- Jochen Busse
- Oliver Clemens
- Manfred Lehmann
- Lara Joy Körner
- Martin Semmelrogge
- Sonja Kirchberger
- Ralph Schicha
- Nadja Tiller